# Giovanni Melchiorre Calosso
Giovanni Melchiorre Calosso (Chieri, 1759 – Morialdo, 21 novembre 1830) è stato un presbitero italiano. Citato da San Giovanni Bosco nelle sue Memorie, nelle quali viene indicato come suo mentore.

## Biografia
Laureatosi in Teologia all'università di Torino nel 1782, nel 1791 fu parroco di Bruino. Nel 1813, dopo aver lasciato l'incarico, fu ospite del fratello a Berzano e qui, dal 1829, dopo essere diventato cappellano di Morialdo, fece conoscenza col giovane Giovanni Bosco e lo accolse come suo allievo per un anno. Il 21 novembre 1830, in punto di morte, lasciò al futuro Don Bosco le chiavi d'una cassaforte contenente seimila lire: una donazione al giovane amico perché potesse continuare gli studi teologici. Giovanni, tuttavia, rifiutò il dono, consegnando il denaro agli eredi di don Calosso.